# Карапелле
Карапелле (італ. Carapelle) — муніципалітет в Італії, у регіоні Апулія,  провінція Фоджа.
Карапелле розташоване на відстані близько 280 км на схід від Рима, 105 км на захід від Барі, 16 км на південний схід від Фоджі.
Населення — 6490 осіб (2014).
Щорічний фестиваль відбувається першої неділі жовтня. Покровитель — San Francesco da Paola.

## Демографія
Населення за роками:

Станом на 1 січня 2023 року в муніципалітеті офіційно проживало 1567 іноземців з 30 країн, серед них 928 громадян країн Євросоюзу та 98 громадян України.

## Сусідні муніципалітети
- Черіньола
- Фоджа
- Манфредонія
- Ордона
- Орта-Нова